# Foursport
Foursport es una empresa mexicana textil con sede en Mérida, Yucatán, al sureste de México, que se dedica a la fabricación de artículos deportivos.
- Datos: Q27961172